# بيتر بول ماوزر
بيتر بول ماوزر (بالألمانية: Peter Paul Mauser) (27 يونيو 1838 - 29 مايو 1914) مصمم أسلحة ألماني،وشقيق فيلهلم ماوزر. قام باختراع بندقية ومسدس يحملان اسمه (1838-1914). 

## روابط خارجية
- Paul-mauser-archive.com